# Carlos Alcaraz (labdarúgó)
Carlos Jonas Alcaraz Duran (La Plata, 2002. november 30. –) argentin labdarúgó; középpályás. Az Everton játékosa.

## Pályafutása

### Racing Club
2017-ben érkezett a Deportes Infantiles de Villa Elisa csapatától, 2020. január 20-án az első profi mérkőzését az argentin bajnokságban a Tucumán elleni 1–1 során játszotta.

### Southampton
2023 januárjában négy és féléves szerződést írt alá a Szentekkel.
Január 14-én debütált a Premier League 20. fordulójában; 2–1-s Everton elleni győztes mérkőzésen, a 61. percben Roméo Laviat váltva. A harmadik bajnoki mérkőzésén szerezte első gólját, február 11-én a Wolverhampton Wanderers elleni 2–1-re elvesztett találkozón.

### Juventus
2024. január 31-én kölcsönbe került az olasz Juventus csapatához a szezon hátralévő részére. A szerződésben vásárlási opciót is rögzítettek. Február 4-én mutatkozott be csereként az Internazionale ellen.

## Statisztika
2023. április 21-i állapot szerint
| Klub             | Szezon           | Bajnokság        | Bajnokság | Bajnokság | Kupa  | Kupa  | Ligakupa | Ligakupa | Nemzetközi | Nemzetközi | Egyéb | Egyéb | Összes | Összes |
| Klub             | Szezon           | Liga             | Mérk.     | Gólok     | Mérk. | Gólok | Mérk.    | Gólok    | Mérk.      | Gólok      | Mérk. | Gólok | Mérk.  | Gólok  |
| ---------------- | ---------------- | ---------------- | --------- | --------- | ----- | ----- | -------- | -------- | ---------- | ---------- | ----- | ----- | ------ | ------ |
| Racing Club      | 2019/20          | Primera División | 1         | 0         | —     | —     | 8        | 1        | 5          | 0          | 1     | 1     | 15     | 2      |
| Racing Club      | 2021             | Primera División | 18        | 1         | 1     | 0     | 6        | 0        | 1          | 0          | —     | —     | 26     | 1      |
| Racing Club      | 2022             | Primera División | 19        | 3         | 1     | 0     | 14       | 4        | 6          | 1          | 2     | 1     | 42     | 9      |
| Racing Club      | Összesen         | Összesen         | 38        | 4         | 2     | 0     | 28       | 5        | 12         | 1          | 3     | 2     | 83     | 12     |
| Southampton      | 2022/23          | Premier League   | 12        | 3         | 1     | 0     | 2        | 0        | —          | —          | —     | —     | 15     | 3      |
| Southampton      | Összesen         | Összesen         | 12        | 3         | 1     | 0     | 2        | 0        | 0          | 0          | 0     | 0     | 15     | 3      |
| KARRIER ÖSSZESEN | KARRIER ÖSSZESEN | KARRIER ÖSSZESEN | 50        | 7         | 3     | 0     | 30       | 5        | 12         | 1          | 3     | 2     | 98     | 15     |

1. ↑  Egybefoglalja a(z) Copa de la Liga Profesional és az EFL Cup-át
2. 1 2  Mérkőzése(i) a(z) Copa Libertadores-ben
3. ↑  Mérkőzése(i) a(z) Copa de la Superliga-ban
4. ↑  Mérkőzése(i) a(z) Copa Sudamericana-ban
5. ↑  Mérkőzése(i) a(z) Trofeo de Campeones de la Liga Profesional-ban

## Sikerei, díjai
- Juventus
  - Olasz kupa: 2023–24